# Список умерших в 1828 году
В данной статье представлен список людей, соответствующих критериям значимости, которые умерли в 1828 году.
Причина смерти персоны указывается в исключительных случаях (ДТП, авиакатастрофа, самоубийство, убийство, несчастный случай), в остальных случаях — не указывается.
См. также: Категория:Умершие в 1828 году

## Январь
- 5 января — Кобаяси Исса, японский поэт, мастер хайку.

## Апрель
- 16 апреля — Франсиско Гойя, испанский живописец, гравёр и рисовальщик.

## Май
- 26 мая — Джон Оксли, (43), английский путешественник, один из первых исследователей Австралии.

## Июль
- 29 июля — Арина Родионовна, няня А. С. Пушкина.

## Август
- 18 августа — Эдуард Уэст — английский экономист, представитель классической политической экономики.

## Сентябрь
- 22 сентября — Чака, вождь зулусов, полководец, его называли «Чёрный Наполеон».

## Октябрь
- 18 октября — Михаэль фон Кинмайер, (73) австрийский генерал, участник Наполеоновских войн, генерал-губернатор Галиции.

## Ноябрь
- 12 ноября — Мария Фёдоровна, вторая жена Павла I.
- 19 ноября — Франц Шуберт, австрийский композитор.

## Декабрь
- 13 декабря — Мануэ́ль Кри́спуло Бернабе́ Дорре́го (41) — дважды занимал пост губернатора Буэнос-Айреса (в 1820 году и в 1827—1828 годах).